# Bracon helianthi
Bracon helianthi är en stekelart som först beskrevs av Muesebeck 1926.  Bracon helianthi ingår i släktet Bracon och familjen bracksteklar. Inga underarter finns listade.